# Technicolour (singolo)
Technicolour è un singolo della cantante australiana Montaigne, pubblicato il 5 marzo 2021 su etichetta discografica Wonderlick Recording Company, facente parte del gruppo della Sony Music Entertainment Australia.
Il brano è stato selezionato per rappresentare l'Australia all'Eurovision Song Contest 2021.

## Descrizione
Con la sua vittoria a Eurovision - Australia Decides 2020, Montaigne era stata inizialmente selezionata per rappresentare il suo paese all'Eurovision Song Contest 2020 con la canzone Don't Break Me, prima della cancellazione dell'evento. Ad aprile 2020 l'emittente televisiva SBS l'ha riselezionata internamente per l'edizione eurovisiva successiva. Technicolour, scritto a quattro mani dalla stessa cantante insieme a Dave Hammer, è stato confermato come brano australiano il 4 marzo 2021, poche ore prima della sua pubblicazione sulle piattaforme digitali il giorno seguente.
Nel maggio successivo, Montaigne si è esibita nella prima semifinale eurovisiva, piazzandosi al 14º posto su 16 partecipanti con 28 punti totalizzati e non qualificandosi per la finale.

## Tracce
Testi e musiche di Jessica Cerro e Dave Hammer.
1. Technicolour – 2:49

## Classifiche
| Classifica (2021) | Posizione massima |
| ----------------- | ----------------- |
| Lituania          | 42                |